# Karton

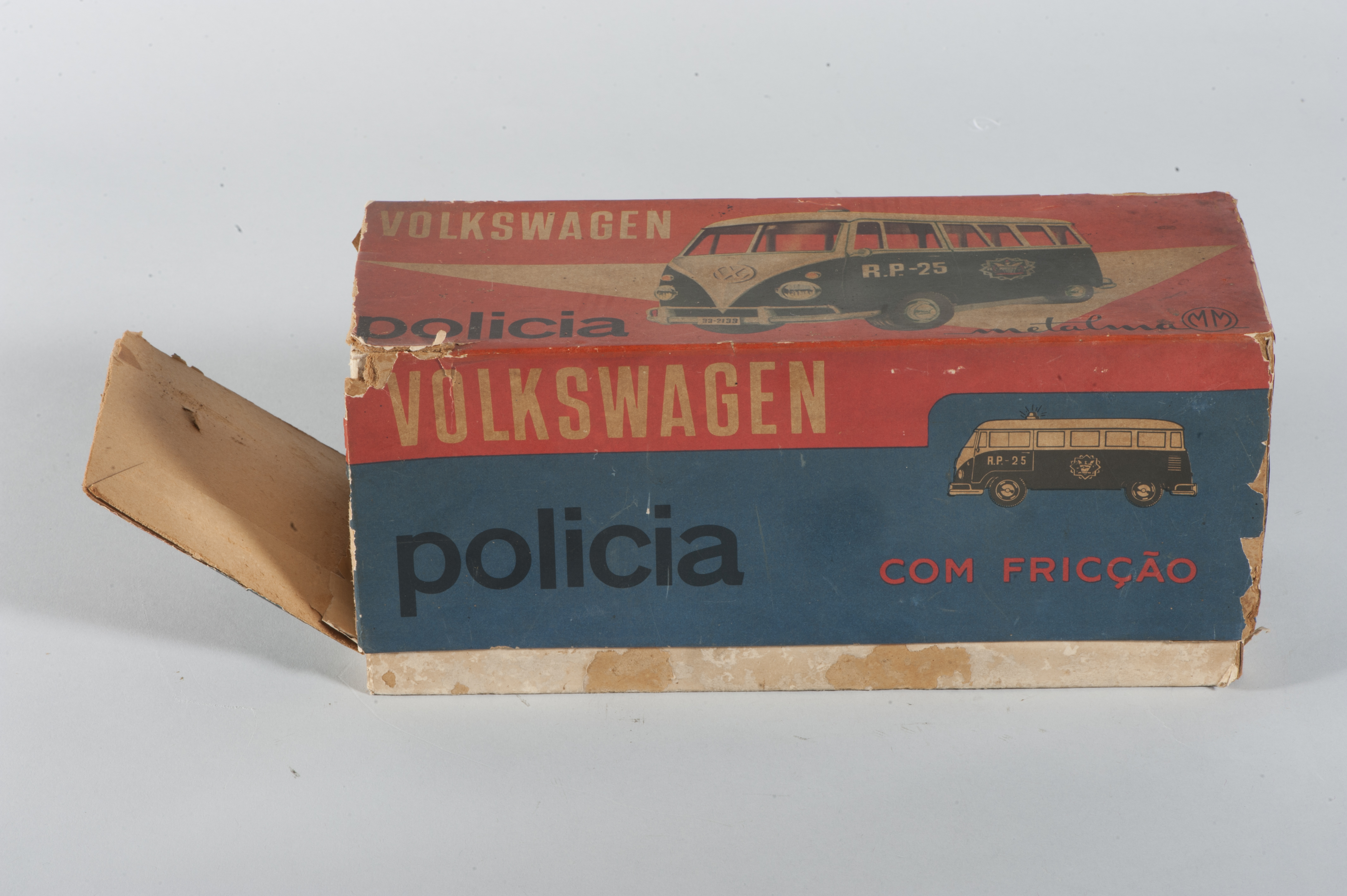
Kartonowe pudełko

Karton – wyroby papiernicze o gramaturze od 160 g/m² do 315 g/m² (w przemyśle poligraficznym zakres obejmuje najczęściej wartości od 200 g/m² do 500 g/m²). Wykorzystywany jest do druku i produkcji książeczek kartonowych dla dzieci (tzw. board books), okładek książkowych, pocztówek, teczek biurowych, pudełek i innych opakowań.
Kartonem są też nazywane opakowania z tektury falistej.